# Nekrolog 1557
Nekrolog
◄◄
| ◄
| 1553
| 1554
| 1555
| 1556
| 1557 | 1558 | 1559 | 1560 | 1561 | ► | ►►
Weitere Ereignisse | Allgemeiner Nekrolog 1557
Die Beschreibung der verstorbenen Person sollte so kurz wie möglich gehalten sein und nur deren signifikante Tätigkeit(en) enthalten.
Neue Namen ggf. auch unter dem Geburts- und Sterbedatum, also etwa unter 1. Januar und im Geburts- und Sterbejahr (2024) eintragen (nur bei entsprechender großer Wichtigkeit). Für Beispiele siehe die schon vorhandenen Artikel.
Außerdem über die fünf zuletzt Verstorbenen, zu denen es einen ausreichend guten Artikel für eine Präsentation auf der Hauptseite gibt, nach der todesbedingten Überarbeitung der Artikel ggf. auch unter Wikipedia Diskussion:Hauptseite informieren und sie am besten auch in den anderen Wikipedia-Sprachversionen eintragen. Tipp: Regelmäßig bei news.google.de nach „ist tot“, „gestorben“ oder „verstorben“ suchen.
Wenn eine Person gestorben ist, gibt es viele Seiten zu dieser Person in der Wikipedia, die davon auch betroffen sind und entsprechend aktualisiert werden müssen. Beispiele: Namenübersichtsseite, Geburtsjahr, Geburtsort-Seiten und viele mehr.
Wie finde ich die betroffenen Seiten?
Im Suchfeld auf der linken Seite gibt man den Suchbegriff so ein: „Vorname Nachname“. Dann klickt man auf Volltext und alle Seiten mit entsprechendem Suchtext werden aufgerufen. Hier sieht man dann schnell, wo auch das Todesjahr Sinn macht oder sogar ein Teil des Artikels angepasst werden muss. Auch hilft das „Werkzeug“ auf der linken Seite sehr gut, um solche Seiten aufzufinden: „Links auf diese Seite“. Somit ist die Wikipedia wieder aktuell in allen Bereichen! Hinweis: bei Eintragung der Kategorie „Gestorben JAHR“ wird der Missbrauchsfilter 49 ausgelöst, was jedoch nicht schlimm ist. Siehe: Spezial:Missbrauchsfilter/49
Dies ist eine Liste von im Jahr 1557 verstorbenen bekannten Persönlichkeiten. Die Einträge erfolgen innerhalb der einzelnen Daten alphabetisch sortiert. Tiere sind im Nekrolog für Tiere zu finden.

## Januar
| Tag        | Name                                | Beruf, bekannt als                            | Alter | Beleg |
| ---------- | ----------------------------------- | --------------------------------------------- | ----- | ----- |
| 2. Januar  | Jacopo da Pontormo                  | italienischer Maler des Manierismus           | 62    |       |
| 3. Januar  | Giacomo Raibolini                   | italienischer Maler und Kupferstecher         |       |       |
| 4. Januar  | Philipp                             | Herzog zu Mecklenburg                         | 42    |       |
| 8. Januar  | Albrecht II. Alcibiades             | Markgraf von Brandenburg-Kulmbach             | 34    |       |
| 12. Januar | Eberhard Billick                    | Theologe und designierter Weihbischof in Köln |       |       |
| 22. Januar | Bindo Altoviti                      | italienischer Bankier und Kunstmäzen          | 65    |       |
| 26. Januar | Anna von Masowien                   | Herzogin von Masowien                         |       |       |
| Januar     | Johannes Comander                   | Theologe, Reformator                          |       |       |
| Januar     | Archibald Douglas, 6. Earl of Angus | schottischer Adliger                          |       |       |

## Februar
| Tag         | Name               | Beruf, bekannt als                                              | Alter | Beleg |
| ----------- | ------------------ | --------------------------------------------------------------- | ----- | ----- |
| 4. Februar  | Wolf Feurer        | Bürgermeister von Heilbronn                                     |       |       |
| 15. Februar | Gregor Brück       | Politiker und sächsischer Kanzler der Reformationszeit          | 72    |       |
| 17. Februar | Johann Timann      | evangelischer Theologe und Reformator                           |       |       |
| Februar     | Thomas Crécquillon | franko-flämischer Komponist, Sänger, Kapellmeister und Kleriker |       |       |

## März
| Tag      | Name                                       | Beruf, bekannt als                                                                                             | Alter | Beleg |
| -------- | ------------------------------------------ | --- | ----- | ----- |
| 9. März  | Geble Pederssøn                            | norwegischer Geistlicher und erster lutherischer Superintendent                                                |       |       |
| 11. März | Louis de Bourbon-Vendôme                   | französischer Kardinal                                                                                         | 64    |       |
| 17. März | Wilhelm der Ältere von Waldburg-Trauchburg | Augsburger Landvogt, Gesandter des Schwäbischen Bundes, oberster Feldhauptmann und Hofmeister König Ferdinands |       |       |
| 20. März | Paul Speck                                 | deutscher Steinmetz, Bildhauer, Werkmeister und Baumeister                                                     |       |       |
| 28. März | Johann Albrecht Widmannstetter             | deutscher Humanist, Diplomat, Theologe und Philologe                                                           |       |       |

## April
| Tag       | Name               | Beruf, bekannt als                                                        | Alter | Beleg |
| --------- | ------------------ | ------------------------------------------------------------------------- | ----- | ----- |
| 1. April  | Lautaro            | Kriegshäuptling der Mapuche (1553–1557)                                   |       |       |
| 2. April  | Andreas Magerius   | französischer lutherischer Theologe, Prinzenerzieher im Herzogtum Pommern |       |       |
| 9. April  | Mikael Agricola    | finnischer Theologe und Reformator                                        |       |       |
| 21. April | Kaspar Gretter     | lutherischer Theologe und Reformator                                      |       |       |
| 21. April | Girolamo Parabosco | italienischer Autor, Komponist, Organist und Dichter der Renaissance      |       |       |
| 24. April | Georg Rörer        | evangelischer Theologe und Mitarbeiter Martin Luthers                     | 64    |       |

## Mai
| Tag     | Name                     | Beruf, bekannt als                               | Alter | Beleg |
| ------- | ------------------------ | ------------------------------------------------ | ----- | ----- |
| 4. Mai  | Georg von Österreich     | Bischof von Lüttich                              |       |       |
| 4. Mai  | Louis V. de Rohan        | französischer Adliger und Militär                |       |       |
| 18. Mai | Johann II.               | Pfalzgraf von Simmern                            | 65    |       |
| 30. Mai | Heinrich von Galen       | livländischer Ordensmeister des Deutschen Ordens |       |       |
| 31. Mai | Juan Martínez Silíceo    | spanischer Kardinal                              |       |       |
| Mai     | Reinhold von Buxhoeveden | römisch-katholischer Bischof von Estland         |       |       |

## Juni
| Tag      | Name                            | Beruf, bekannt als                                       | Alter | Beleg |
| -------- | ------------------------------- | -------------------------------------------------------- | ----- | ----- |
| 11. Juni | Johann III.                     | König von Portugal aus dem Haus Avis                     | 55    |       |
| 16. Juni | Konrad von Tecklenburg-Schwerin | Graf von Tecklenburg, Herr von Rheda und Graf von Lingen |       |       |
| Juni     | David Douglas, 7. Earl of Angus | schottischer Adliger                                     |       |       |

## Juli
| Tag      | Name                    | Beruf, bekannt als                              | Alter | Beleg |
| -------- | ----------------------- | ----------------------------------------------- | ----- | ----- |
| 10. Juli | Giovan Battista Ramusio | italienischer Humanist, Historiker und Geograph | 71    |       |
| 16. Juli | Anna von Kleve          | Frau des Königs Heinrich VIII. von England      | 41    |       |
| 16. Juli | Vincenzo degli Azani    | italienischer Maler der Renaissance             |       |       |
| 24. Juli | Wolffgang Wesener       | deutscher Schultheiß                            |       |       |
| 26. Juli | Angelus Merula          | evangelischer Märtyrer und Reformator           |       |       |

## August
| Tag        | Name                   | Beruf, bekannt als                             | Alter | Beleg |
| ---------- | ---------------------- | ---------------------------------------------- | ----- | ----- |
| 4. August  | Brictius thom Norde    | lutherischer Theologe und Reformator           |       |       |
| 8. August  | Melchior von Ossa      | deutscher Jurist und Kameralist                |       |       |
| 10. August | Fabio Mignanelli       | italienischer Kardinal der Katholischen Kirche |       |       |
| 18. August | Claude de la Sengle    | Großmeister des Malteserordens                 |       |       |
| 22. August | Andreas Ebertus        | deutscher lutherischer Theologe                | 78    |       |
| 24. August | Nikolaus III. Hoffmann | Abt von Neuzelle                               |       |       |

## September
| Tag           | Name                          | Beruf, bekannt als                                                       | Alter | Beleg |
| ------------- | ----------------------------- | ------------------------------------------------------------------------ | ----- | ----- |
| 1. September  | Jacques Cartier               | französischer Entdecker und Seefahrer                                    | 65    |       |
| 13. September | Veit Amerbach                 | deutscher Gelehrter und Humanist                                         |       |       |
| 13. September | John Cheke                    | britischer Gelehrter und Staatsmann                                      | 43    |       |
| 15. September | Juan Álvarez y Alva de Toledo | spanischer Dominikaner, Erzbischof und Kardinal                          | 69    |       |
| 15. September | Hans Walther von Hürnheim     | Kaiserlicher Rat und Landsknechtsführer                                  |       |       |
| 22. September | Niccolò Liburnio              | italienischer Humanist, Grammatiker, Lexikograf, Italianist und Romanist |       |       |
| 26. September | Kaspar von Niedbruck          | Diplomat und Humanist                                                    |       |       |
| 27. September | Go-Nara                       | 105. Tennō von Japan                                                     | 60    |       |
| 27. September | John Sackville                | Parlamentsabgeordneter, lokaler Verwalter                                | 73    |       |

## Oktober
| Tag         | Name               | Beruf, bekannt als                             | Alter | Beleg |
| ----------- | ------------------ | ---------------------------------------------- | ----- | ----- |
| 5. Oktober  | Caramuru           | portugiesischer Kolonist in Brasilien          |       |       |
| 20. Oktober | Jean Salmon Macrin | neulateinischer Dichter französischer Herkunft |       |       |

## November
| Tag          | Name                | Beruf, bekannt als                                                         | Alter | Beleg |
| ------------ | ------------------- | -------------------------------------------------------------------------- | ----- | ----- |
| 12. November | Matthias Kremer     | deutscher katholischer Theologe und Rektor magnificus der Universität Köln |       |       |
| 15. November | Ferrante I. Gonzaga | Vizekönig von Sizilien, Statthalter von Mailand, Graf von Guastalla        | 50    |       |
| 19. November | Bona Sforza         | jüngste Tochter des Herzogs Gian Galeazzo Sforza von Mailand               | 63    |       |
| 20. November | Kaspar Brusch       | Humanist, evangelisch-lutherischer Theologe, Hofpfalzgraf, gekrönter Poet  | 39    |       |
| 28. November | Robert Rochester    | katholischer Politiker                                                     |       |       |
| 30. November | Galvarino           | Mapuche-Krieger                                                            |       |       |

## Dezember
| Tag          | Name                 | Beruf, bekannt als                                                   | Alter | Beleg |
| ------------ | -------------------- | -------------------------------------------------------------------- | ----- | ----- |
| 6. Dezember  | Elisabeth von Hessen | Prinzessin von Hessen, Erbprinzessin von Sachsen, Herrin in Rochlitz | 55    |       |
| 6. Dezember  | Johann Machabeus     | schottischer Reformator und evangelischer Theologe                   |       |       |
| 13. Dezember | Niccolò Tartaglia    | italienischer Mathematiker                                           |       |       |

## Datum unbekannt
| Tag | Name                        | Beruf, bekannt als                                                         | Alter | Beleg |
| --- | --------------------------- | -------------------------------------------------------------------------- | ----- | ----- |
|     | Jean Bouchet                | französischer Schriftsteller und Historiker                                |       |       |
|     | John Braye, 2. Baron Braye  | englischer Adliger und Politiker                                           |       |       |
|     | Brigitta von Stiebar        | letzte Äbtissin des Klosters Schlüsselau                                   |       |       |
|     | Sebastiano Caboto           | italienischer Entdecker                                                    |       |       |
|     | Hans Dobel                  | elsässisch-schweizerischer Bildhauer und Schreiner                         |       |       |
|     | Wolfgang von Grünenstein    | deutscher Abt, Fürstabt im Fürststift Kempten (1535–1557)                  |       |       |
|     | Hayâlî                      | osmanischer Dichter                                                        |       |       |
|     | Gerrit Hazenpoet            | Märtyrer der Täuferbewegung                                                |       |       |
|     | Lorenzo Lotto               | italienischer Maler der Hochrenaissance                                    |       |       |
|     | Olaus Magnus                | schwedischer Geistlicher, Kartograf und Geograph                           |       |       |
|     | Hermann von der Malsburg    | landgräflich-hessischer Rat und Marschall                                  |       |       |
|     | Hieronymus Meitting         | Bischof von Chiemsee (1536–1557)                                           |       |       |
|     | Mohammed ech-Cheikh         | Scheich; erster Sultan der Saadier in Marokko (1544–1557)                  |       |       |
|     | Ngorchen Könchog Lhündrub   | 10. Abt des Ngor-Klosters                                                  |       |       |
|     | Gonzalo Fernández de Oviedo | spanischer Historiker und Staatsmann                                       |       |       |
|     | Andreas Plathner            | deutscher Gold- und Waffenschmied, Gastwirt, Unternehmer und Bürgermeister |       |       |
|     | Francesco Ubertini          | italienischer Maler der Renaissance                                        |       |       |
|     | Werner von Binsfeld         | Landdrost des Herzogtums Jülich und Amtmann zu Nideggen                    |       |       |
|     | Andreas Wilms               | deutscher Reformator                                                       |       |       |